# Club Atlético de Madrid 1957-1958
Questa voce raccoglie le informazioni riguardanti il Club Atlético de Madrid nelle competizioni ufficiali della stagione 1957-1958.

## Stagione
Nella stagione 1957-1958 i Colchoneros, allenati da Ferdinand Daučík, terminarono la stagione al secondo posto a soli tre punti dal Real Madrid. Poiché i madridisti erano i campioni in carica della Coppa dei campioni, l'Atlético si qualificò come rappresentante della Spagna (il Real rappresentava l'Europa). In Coppa del Generalísimo l'Atlético Madrid fu invece eliminato agli ottavi di finale, proprio dal Real Madrid.

## Maglie e sponsor
| Manica sinistra · Manica sinistra · Maglietta · Maglietta · Manica destra · Manica destra · Pantaloncini · Calzettoni |

## Rosa
| N. |                      | Ruolo | Calciatore              |
| -- | -------------------- | ----- | ----------------------- |
| -  | Spagna (bandiera)    | P     | Manuel Pazos            |
| -  | Spagna (bandiera)    | P     | Alfredo Vera            |
| -  | Spagna (bandiera)    | D     | Antonio Collar          |
| -  | Spagna (bandiera)    | D     | Luis Rusiñol            |
| -  | Spagna (bandiera)    | D     | Chuzo                   |
| -  | Paraguay (bandiera)  | D     | Heriberto Herrera       |
| -  | Spagna (bandiera)    | D     | Alberto Callejo         |
| -  | Spagna (bandiera)    | D     | Verde                   |
| -  | Spagna (bandiera)    | C     | José Hernández González |
| -  | Spagna (bandiera)    | C     | Enrique Collar          |
| -  | Argentina (bandiera) | C     | Dante Homérico Lugo     |

| N. |                      | Ruolo | Calciatore            |
| -- | -------------------- | ----- | --------------------- |
| -  | Spagna (bandiera)    | C     | Joaquín Peiró         |
| -  | Argentina (bandiera) | C     | Antonio Garabal       |
| -  | Spagna (bandiera)    | C     | Ramón Cobo            |
| -  | Spagna (bandiera)    | C     | José Vallejo          |
| -  | Spagna (bandiera)    | C     | Adrián Escudero       |
| -  | Ungheria (bandiera)  | C     | Peter Ilku Kampfl     |
| -  | Spagna (bandiera)    | A     | Miguel González Pérez |
| -  | Spagna (bandiera)    | A     | Agustín Sánchez       |
| -  | Austria (bandiera)   | A     | Friedrich Hollaus     |
| -  | Spagna (bandiera)    | A     | Rafa Delgado          |

## Statistiche

### Statistiche di squadra
| Competizione           | Punti | Totale | Totale | Totale | Totale | Totale | Totale | DR  |
| Competizione           | Punti | G      | V      | N      | P      | Gf     | Gs     | DR  |
| ---------------------- | ----- | ------ | ------ | ------ | ------ | ------ | ------ | --- |
| Primera División       | 42    | 30     | 16     | 10     | 4      | 78     | 43     | +35 |
| Coppa del Generalísimo | -     | 2      | 0      | 0      | 2      | 0      | 5      | -5  |
| Totale                 | 42    | 32     | 16     | 10     | 6      | 78     | 48     | +30 |